# 그린란드 대학교
그린란드 대학교(그린란드어: Ilisimatusarfik, 덴마크어: Grønlands Universitet)는 그린란드의 수도 누크에 위치한 대학교로, 그린란드의 유일한 대학교이다.

## 교육
거의 대부분의 교육과정은 덴마크어로 이루어지며, 일부 수업은 그린란드어로, 교환 강사에 의한 수업은 주로 영어로 이루어진다. 2015년을 기준으로, 그린란드 대학교에는 거의 대부분이 원래 그린란드 거주자인 약 650명의 학생들이 재학하고 있으며, 14명의 교직원과 여러 행정 직원이 근무하고 있다. 북극 대학(University of the Arctic, UArctic) 연합회의 일원이다.

### 학부
그린란드 대학교에는 4개의 학부가 있다:
- 교육학부
- 간호·보건학부
- 사회·경제·언론학부
- 문화·언어·역사학부

대학은 위의 모든 학부에 학사 학위를 수여하며, 신학을 제외한 모든 분야에 석사 학위를 수여한다.

## 시설

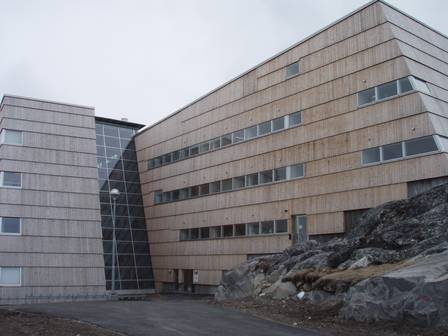
누크에 위치한 일리마르피크(Ilimmarfik) 캠퍼스

학교 내 도서관에 약 30,000권의 서적이 보관되어 있다.

## 기타
현 총장은 티네 파르스(Tine Pars)로, 2009년에 새로운 대학 관련 법률에 대한 항의로 사임한 올레 마르크바르트(Ole Marquardt)의 뒤를 이어 총장직을 맡게 되었다.